# Holomelina flava
Holomelina flava là một loài bướm đêm thuộc phân họ Arctiinae, họ Erebidae.